# José Montanaro
José Montanaro Júnior, anche noto come Montanaro (San Paolo, 29 luglio 1958), è un ex pallavolista brasiliano.
Giocava nel ruolo di schiacciatore.

## Carriera
La carriera di José Montanaro inizia nel Paulistano con cui inizia a vincere diverse competizioni giovanili e con cui vince un campionato brasiliano; a partire dal 1976 entra a far parte delle nazionali giovanili brasiliane: con quella Under-21 vince la medaglia d'oro ai campionati continentali 1976 e 1978.
Nel 1979 si trasferisce in Italia, al Virtus Sassuolo con cui vince una coppa Italia. A causa del veto di giocare in squadre straniere, imposto dal presidente della federazione brasiliana, Carlos Arthur Nuzman, ritorna in Brasile nel 1981 nelle file del Pirelli con vince altri due campionati brasiliani.
Nel 1986 passa al Banespa con cui terminerà la carriera nel 1993, non prima però di vincere altri quattro campionati brasiliani, 3 campionati paulisti e sei campionati sudamericani per club.
Con la nazionale brasiliana, appartiene alla cosiddetta Geração de Prata, vince quattro campionati sudamericani.

## Palmarès

### Club
- Campionato brasiliano: 7

1978, 1982, 1983, 1987, 1989-90, 1990-91, 1991-92
- Campionato Paulista: 11

1977, 1978, 1981, 1982, 1983, 1984, 1985, 1986, 1989, 1990, 1991
- Coppa Italia: 1

1980-81
- Campionato sudamericano per club: 6

1988, 1989, 1990, 1991, 1992, 1993

### Nazionale (competizioni minori)
- Campionato sudamericano Under-21 1976
- Campionato mondiale Under-21 1977
- Campionato sudamericano Under-21 1978
- Giochi panamericani 1979
- Mundialito 1982
- Giochi panamericani 1983
- Mundialito 1984

### Premi individuali
- 1984 - Giochi Olimpici: Miglior schiacciatore
- 1984 - Giochi Olimpici: Miglior servizio